# Cerastis umbrata
Cerastis umbrata là một loài bướm đêm trong họ Noctuidae.